# نهبندان
نهبندان (بالفارسية: نهبندان) هي مدينة تقع في إيران في قسم. يقدر عدد سكانها بـ 15,998 نسمة .